# Gulschanoi Satarowa
Gulschanoi Satarowa (russisch Гульшаной Сатарова, engl. Transkription Gulshanoi Satarova; * 1. September 1992) ist eine kirgisische Leichtathletin, die sich auf den Mittelstreckenlauf spezialisiert hat.

## Sportliche Laufbahn
Erste internationale Erfahrungen sammelte Gulschanoi Satarowa bei den Asienmeisterschaften 2013 in Pune, bei denen sie über 800 Meter Platz acht und über 1500 Meter Platz sieben belegte. 2014 belegte sie bei den Hallenasienmeisterschaften in Hangzhou Platz fünf über 3000 Meter und Platz vier mit der kirgisischen 4-mal-400-Meter-Staffel. Bei den Asienspielen im südkoreanischen Incheon wurde sie Siebte über 1500 Meter und schied über 800 Meter im Vorlauf aus. 2015 belegte sie bei den Asienmeisterschaften in Wuhan Platz fünf über 1500 Meter und schied über 800 Meter erneut im Vorlauf aus. Zwei Jahre später belegte sie bei den Islamic Solidarity Games in Baku den neunten Platz über 1500 Meter und gelangte über 800 Meter nicht in das Finale. Bei den Asienmeisterschaften in Bhubaneswar belegte sie Rang acht über 1500 Meter und gelangte auch dort über 800 Meter nicht in das Finale. Anfang September gewann sie bei den Asian Indoor & Martial Arts Games in Aşgabat die Silbermedaille mit über 1500 Meter und belegte über 800 Meter Rang vier.
2018 nahm sie an den Hallenasienmeisterschaften in Teheran teil und gewann dort in 9:48,03 min die Silbermedaille über 3000 Meter und kurz darauf belegte sie den vierten Platz über 1500 Meter. Ende August nahm sie erneut an den Asienspielen in Jakarta teil, schied dort über 800 Meter im Vorlauf aus und belegte im 1500-Meter-Rennen in 4:23,72 min Rang neun. Bei den Leichtathletik-Asienmeisterschaften 2019 in Doha gelangte sie in 16:11,33 min auf den neunten Platz über 5000 Meter und wurde im 1500-Meter-Lauf in 4:22,31 min Achte. 2022 belegte sie bei den Islamic Solidarity Games in Konya in 36:12,22 min den achten Platz über 10.000 Meter und gelangte über 5000 Meter mit 17:26,3 min auf Rang neun. Im Jahr darauf lief sie bei den Weltmeisterschaften in Budapest nach 2:35:06 h auf dem 28. Platz im Marathon ein und gelangte dann bei den Asienspielen in Hangzhou mit 16:39,93 min auf Rang elf über 5000 Meter.
2019 wurde Satarowa kirgisische Hallenmeisterin über 1500- und 3000-Meter.

## Persönliche Bestleistungen
- 800 Meter: 2:09,36 min, 14. Juni 2014 in Almaty
  - 800 Meter (Halle): 2:11,58 min, 20. September 2017 in Aşgabat
- 1500 Meter: 4:22,31 min, 24. April 2019 in Doha
  - 1500 Meter (Halle): 4:31,64 min, 19. September 2017 in Aşgabat
  - 3000 Meter (Halle): 9:34,77 min, 16. Februar 2014 in Hangzhou
- 5000 Meter: 16:11,33 min, 21. April 2019 in Doha
- 10.000 Meter: 35:09,74 min, 13. Juli 2019 in Bischkek
- Marathonlauf: 2:34:50 h, 27. März 2022 in Taschkent